# París-Roubaix 1988

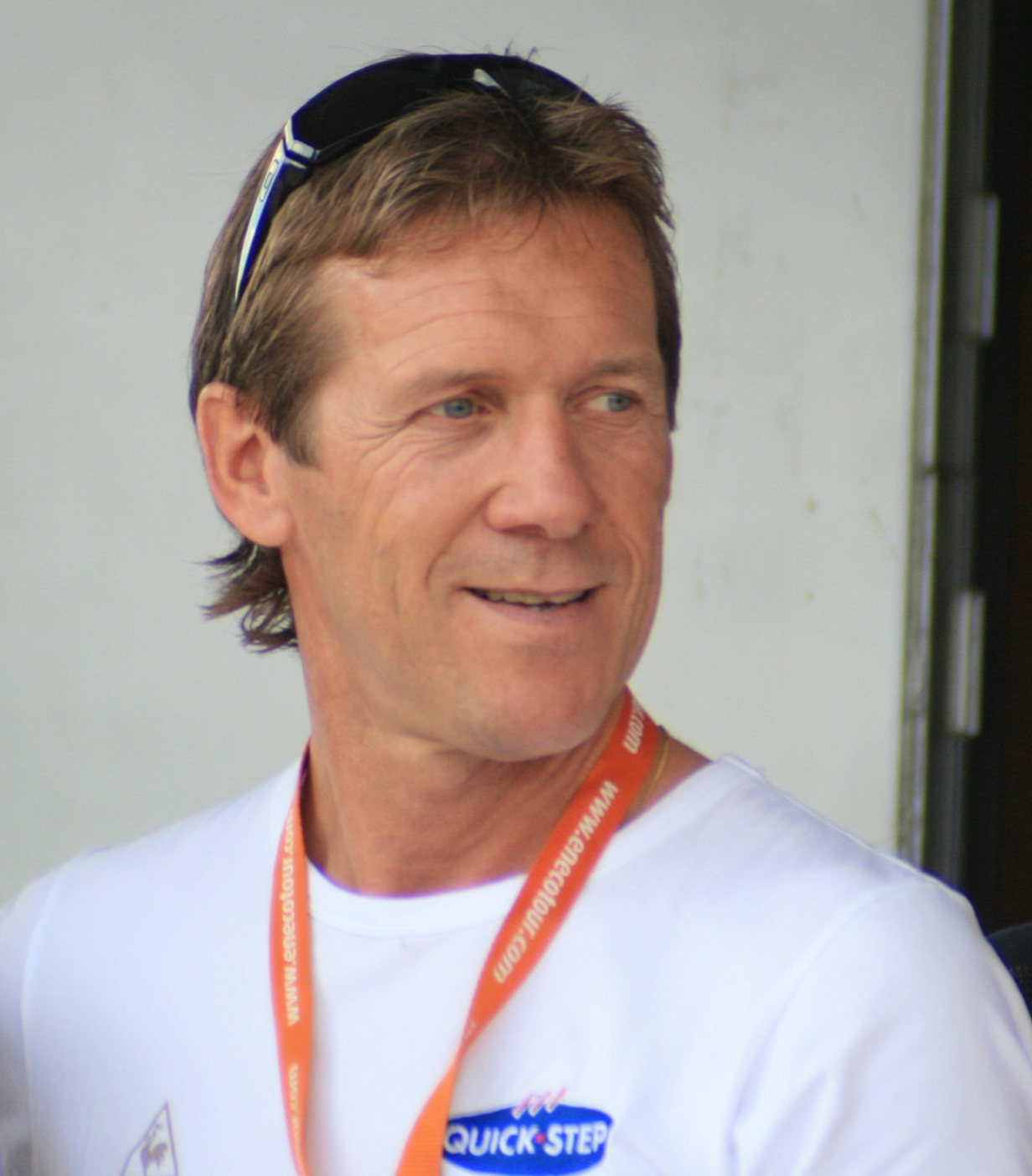
El belga Dirk Demol, vencedor de la cursa.

La París-Roubaix 1988 fou la 86a edició de la París-Roubaix. La cursa es disputà el 10 d'abril de 1988 i fou guanyada pel belga Dirk Demol, que s'imposà a l'esprint al seu company d'escapada, Thomas Wegmuller, en l'arribada a Roubaix. Laurent Fignon fou tercer.

## Classificació final
|    | Ciclista            | Equip              | Temps      |
| -- | ------------------- | ------------------ | ---------- |
| 1  | Dirk Demol          | AD Renting         | 6h 34' 18" |
| 2  | Thomas Wegmuller    | Kas                | + 02"      |
| 3  | Laurent Fignon      | Système U          | + 1' 55"   |
| 4  | Stefan Joho         | Ariostea           | m. t.      |
| 5  | Marc Sergeant       | Hitachi            | m. t.      |
| 6  | Corné van Rijmen    | Panasonic          | + 2' 03"   |
| 7  | Gerard Veldscholten | Weinmann-La Suisse | m. t.      |
| 8  | Steve Bauer         | Weinmann-La Suisse | + 2' 34"   |
| 9  | Herman Frison       | Roland             | + 2' 46"   |
| 10 | Johan Lammerts      | Toshiba            | m. t.      |